# Henner von Hesberg

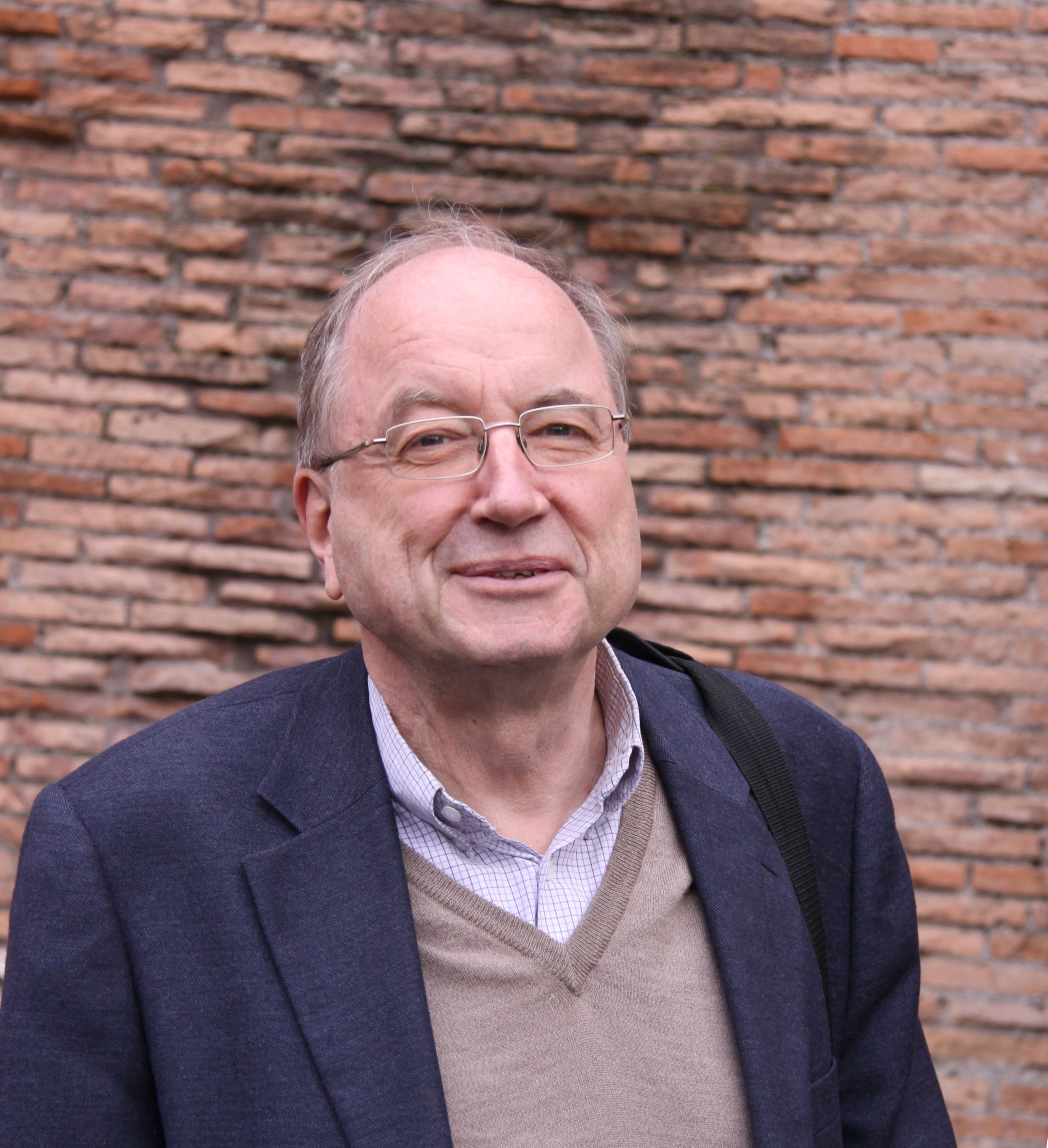
Henner von Hesberg (März 2011)

Henner von Hesberg (* 24. Dezember 1947 in Lüneburg) ist ein deutscher Klassischer Archäologe.
Henner von Hesberg studierte von 1968 bis 1975 in Bonn, Marburg und Würzburg Klassische Archäologie, Alte Geschichte, Klassische Philologie und Kunstgeschichte. Er wurde 1975 an der Universität Marburg bei Heinrich Drerup mit einer Arbeit Zur Entwicklung und Funktion des Konsolengeison im Hellenismus und in der frühen Kaiserzeit promoviert. Anschließend erhielt er das Reisestipendium des Deutschen Archäologischen Instituts und war am Deutschen Archäologischen Institut in Berlin und Rom tätig. Von 1979 bis 1983 war von Hesberg Assistent an der Universität München und habilitierte sich dort 1983 über Formen privater Repräsentation in der Baukunst des 2. und 1. Jahrhunderts v. Chr. 1984 wurde er in München zum C2-Professor ernannt, 1987 wurde er auf einen Lehrstuhl an der Universität zu Köln berufen, wo er Sprecher des Graduiertenkollegs „Formierung und Selbstdarstellung städtischer Eliten im Römischen Reich“ sowie von 1995 bis 1997 Dekan der Philosophischen Fakultät war. Von November 2006 bis Frühjahr 2014 war von Hesberg Erster Direktor der Abteilung Rom des Deutschen Archäologischen Instituts. An der Universität zu Köln war er in dieser Zeit beurlaubt.
Ende Februar 2014 trat er in den Ruhestand. Sein Nachfolger in Köln ist bereits seit 2006 Michael Heinzelmann. Von Hesberg ist ordentliches Mitglied der Mainzer Akademie der Wissenschaften und der Literatur. 2008/2009 hat er die Jerome Lecture Series an der University of Michigan gehalten.
Henner von Hesberg beschäftigt sich vor allem mit hellenistischer und römischer Architektur, Urbanistik und Bauornamentik sowie römischen Grabbauten, ferner der höfischen Kunst im Hellenismus und der Kunst in den römischen Provinzen. Einen regionalen Schwerpunkt seiner Arbeit bildet das antike Italien, insbesondere Rom und Umgebung.
Verheiratet war er mit der Archäologin Fedora Filippi (1953–2022).

## Schriften
- Konsolengeisa des Hellenismus und der frühen Kaiserzeit (= Mitteilungen des Deutschen Archäologischen Instituts. Römische Abteilung. Ergänzungsheft 24). Zabern, Mainz 1981, ISBN 3-8053-0469-2.
- mit Harald Mielsch: Die heidnische Nekropole unter St. Peter in Rom (= Atti della Pontificia Accademia Romana di Archeologia. Serie 3: Memorie. Band 16). 2 Teilbände, L’Erma di Bretschneider, Rom 1986–1995, ISBN 88-7062-604-0 (Teilband 1) und ISBN 88-7062-903-1 (Teilband 2).
- Römische Grabbauten. Wissenschaftliche Buchgesellschaft, Darmstadt 1992, ISBN 3-534-02446-X.
- Formen privater Repräsentation in der Baukunst des 2. und 1. Jahrhunderts v. Chr. Böhlau, Köln 1994, ISBN 3-412-07592-2.
- mit Silvio Panciera: Das Mausoleum des Augustus. Der Bau und seine Inschriften (= Bayerische Akademie der Wissenschaften, Abhandlungen der Philosophisch-Historischen Klasse, N.F. Band 108). Beck, München 1994, ISBN 3-7696-0103-3.
- mit Dietrich Boschung, Andreas Linfert: Die antiken Skulpturen in Chatsworth sowie in Dunham Massey und Withington Hall (= Corpus Signorum Imperii Romani. Band 3, Faszikel 8; = Monumenta artis Romanae. Band 26). Zabern, Mainz 1997, ISBN 3-8053-1991-6.
- Römische Baukunst. Beck, München 2005, ISBN 3-406-52920-8.
- mit Barbara Borg, Andreas Linfert: Die antiken Skulpturen in Castle Howard (= Monumenta artis Romanae. Band 31). Reichert, Wiesbaden 2005, ISBN 3-89500-440-5.
- mit Dietrich Boschung: Die antiken Skulpturen in Newby Hall sowie in anderen Sammlungen in Yorkshire (= Monumenta artis Romanae. Band 35). Reichert, Wiesbaden 2007, ISBN 978-3-89500-431-5.
- mit Stephanie Dimas, Carola Reinsberg: Die Antikensammlungen von Hever Castle, Cliveden, Bignor Park und Knole (= Monumenta artis Romanae. Band 38). Reichert, Wiesbaden 2014, ISBN 978-3-89500-714-9.
- Die Tötung des Typhon – figürlich geschmückte Tonaltäre des 6. Jh. v. Chr. aus Selinunt (= Trierer Winckelmannsprogramme. Heft 29). Harrassowitz, Wiesbaden 2023, ISBN 978-3-447-11994-8.